# Manor Ground
Il Manor Ground era uno stadio di calcio situato a Plumstead, un quartiere di Londra, edificato nel 1888 e demolito nel 1913.
Dal 1888 al 1890 e dal 1893 al 1913 ha ospitato le partite casalinghe dell'Arsenal, conosciuto allora come Royal Arsenal. Il club londinese lasciò definitivamente questo stadio nel 1913 per trasferirsi all'Arsenal Stadium, noto come Highbury. Il Royal Arsenal inizialmente giocava al Plumstead Common, e successivamente si trasferì allo Sportsman Ground. Nel 1888, dopo che questo impianto fu colpito da un'alluvione, il club si sistemò nell'adiacente Manor Field, che in seguito fu rinominato Manor Ground. Il terreno, però, era molto fangoso e in un punto era presente persino una fognatura. Il primo incontro l'Arsenal lo giocò contro il Millwall l'11 febbraio 1888 e il risultato fu 3-3.